# UFOロボ ダンガー
『UFOロボ ダンガー』 (UFO ROBO DANGAR) とは、1986年に日本物産（ニチブツ）から発売された縦スクロールのシューティングゲーム。キャッチコピーは「UFOロボ完成!!これが究極のパワーアップだ」。

## 概要
仮タイトル「ダングル」を経て発売された。『UFOロボ グレンダイザー』や『ゲッターロボ』、『惑星ロボ ダンガードA』と『伝説巨神イデオン』と『超獣機神ダンクーガ』などのロボットアニメをオマージュして制作された縦スクロールのシューティングゲームである。
システムとしては『テラクレスタ』の発展型で、システムは概ね引き継いでいる。敵キャラクターも『テラクレスタ』のキャラクターが一部登場する。今回はタイトル通り、ロボット形態への合体が目玉で、自機の形態バリエーションはかなり多岐に渡っている。
『マグマックス』や『テラクレスタ』の合体STGの系譜は、さらに『テラフォース』へと受け継がれていく。

## ゲーム内容

### システム
プレイヤーは、8方向レバーと2ボタン（ショットとフォーメーション）で自機・ダンガーを構成する1号機を基本、操作し、陸地・海上などの上空とボス（4体中3体）が鎮座する亜空間を進んで行く。地上物と空中物は同じショットで破壊できる。合体状態でFマークがある場合、一定時間だけ「フォーメーション攻撃」が可能になる。
フォーメーション攻撃中は2機合体状態、3機合体によるダンガー状態、UFOパーツを装着したUFOロボ状態それぞれで攻撃方法が変わり、UFOロボ状態では取得パーツに応じた攻撃が、それ以外はノーマルショットを合体機数分で発射する。併せて破壊不可能な空中物が破壊できるようにもなる。
ショットについてはテラクレスタと同様にプレイヤーのボタン連打の速度に関わらず一定間隔で発射されるという、癖のある仕様が踏襲されているものの幾分かは緩和されている。
地上物と空中物は同じショットで倒せるが、破壊不可能な地上物や空中物に遮蔽されるとその後ろに一切攻撃ができない。
敵空中物は基本、トリッキーな動きをするものがメインであり、弾を発射するよりも自機に突進してくるタイプの敵が多い。また、まとめて登場し編隊をくむ攻撃パターンが時折あらわれる。これもテラクレスタを踏襲している。
敵地上物は直接見えている砲台、破壊不可能なオブジェクト、移動する戦車類のほか、海上、水中に潜伏し一定距離に近づくか、画面上に配置されてから一定時間が経過すると姿を現し、攻撃してくる砲台があり、これらもテラクレスタを踏襲している。
エリアは一定の長さで仕切られており、ボスが出現するエリアもある。ボスは４体存在し、登場する順番は常に固定だが最初のボスは通常エリアに、残り3体は亜空間で登場する。ミスした（自機を失った）時点でのエリアの進行状況に応じて、再スタートエリアが決まるが亜空間でミスしたスタート地点からとなる。（亜空間自体が1エリアのみの構成という扱いの模様）
ボスを4体すべて倒すと1週クリアとなり、4体目ボス破壊し通常エリアに戻ったあと、一定距離進むことでゲーム開始時のエリアに戻る。以降、エンドレスでゲームが進み。周回重ねるごとに難易度が上昇していく。

### ダンガーを構成する各号機と各パーツ
ゲーム開始時、ミス後の戻り復活時に表示される通称「ダンガー(DANGAR)」。それは、1号機、2号機、3号機の構成であり、合体することでロボットに変形する自機の愛称でもある。
ゲーム開始時は基地から3機すべて発進し合体、ロボット状態に変形するにくい演出がなされるがテラクレスタと異なり、最初からある程度パワーアップした状態でプレイできるプレイヤーを配慮したやさしい部分があるのが特徴。ただし、ミス後の戻り復活時はテラクレスタと同様に１号機のみとなる。
地上の決まった各所に格納庫が存在する。２～４の数字が書かれたものは画面上左右に移動し、一定距離進むことで破壊可能状態となり、破壊することで２，３は2号機、3号機が、４はダンガー状態時のみ出現し、取るとショットがパワーアップする波動ガンがそれぞれ合体、装着される。
ダンガー状態＋波動ガン装着状態になると、UFOロボに変形するためのパーツが格納された地上固定物扱いのシェルターが出現するようになり、”波動ガンで攻撃すること”により破壊でき、中からパーツが出現する。”波動ガンで攻撃すること”とあるのは、格納庫出現後に被弾、体当たりによりパーツが破壊され1号機のみになる、もしくはフォーメーション攻撃時になることでノーマルショットによる攻撃になるがノーマルショットでは格納庫を破壊することができない為である。
合体時は被弾、体当たりをうけてもパーツだけが破壊され、即ミスとはならない。２・３号機の2機合体、ダンガー状態(波動ガン装着状態含む）時には1号機のみに戻り、UFOロボ変形時はロボット状態になる。
パーツ装着時、ダンガー状態ー分離→フォーメーション攻撃状態の過程処理中など、一定秒数の無敵が発動するが、高速点滅など無敵とわかる描写がない為、気づいたらミスしていたということが発生しやすい。
1号機
初期状態の自機。2連装。攻撃力は小さく、フォーメーションも使えないが、当たり判定が小さいので最も攻撃を受けにくい（とはいえケイブシュー含めた2000年台のシューティングゲームとことなり見た目がすべて当たり判定という仕様の為、比較的ミスしやすい）また、唯一画面内4連射発射できる状態でもある。
2号機
「2」の格納庫から出現。横長の羽根型で、合体すると攻撃範囲が横長の4連装になる。ただし、各ショットの判定が独立していないため破壊不能敵に遮られやすくなる他、画面内の発射数が2連射になってしまううえ、大き目めのパーツなので、合体すると当たり判定も広がる。
3号機
「3」の格納庫から出現。2号機と同様に横長の羽根型で、合体すると攻撃範囲が前後各2連装になる。攻撃力自体はアルファのノーマルショットと変わらない他、2号機合体時と同様の制約が出る。
ダンガー状態
1-3号機の合体状態であり、ショットがロケットパンチになり、後方にバリアが発生する。ロケットパンチは画面内2連射発射だが、雑魚敵に対しては貫通能力をもち、自機の左右移動に連動しワインダーするため、攻撃力が飛躍的に向上する。後方のバリアはテラクレスタと同じ仕様で敵弾はふせげず、敵自体(雑魚敵のみ）は防ぐという仕様。
波動ガン
1-3号機の合体状態時のみ４の格納庫から取得できる武器であり、ショットが5連装となる。中央ショット部が貫通能力をもち左右2連奏はノーマルショット扱いとなるが、この各ショットはそれぞれ独立している為、比較的使いやすくなっている。ただし、2連射ほか、自機の左右移動に連動したワインダーもなくなる。
UFOロボ用各パーツ
ダンガー状態かつ波動ガン装着状態のみ地上物としてシェルターが出現し、破壊することでパーツが出現。合体することでUFOロボ状態に移行する。パーツは3種類あり、各パーツに応じた固有の攻撃、フォーメーション攻撃を繰り出すことが可能になる。自機の左右に1号機程度のサイドパーツが合体され自機自体も大型になるが、サイドパーツには当たり判定はない。自機本体のみ当たり判定が存在する。
UFO1号機パーツ
シェルター中央のコアが赤色に輝いてるときに出現。サイドパーツから青いレーザー、自機からは貫通能力をもつショットが発射される。
UFO2号機パーツ
シェルター中央のコアが青色に輝いてるときに出現。サイドパーツから赤い炎、自機からは貫通能力をもつショットが発射される。
UFO3号機パーツ
シェルター中央のコアが緑色に輝いてるときに出現。サイドパーツからはショットは出ず、自機前方から赤い6WAYワイドショット＋前方正面に貫通能力をもつショットが発射される。

### フォーメーション攻撃
「2機以上合体している」「Fマークがある」という条件を満たしているとき、パーツを分離させ、陣形を組んで攻撃する「フォーメーション攻撃」が可能。2機合体、ロボット状態、UFOロボ変形状態とで陣形と攻撃方法が変わる。破壊不可能な空中物を破壊することも可能。Fマークは新しいパーツと合体するたびに補給されるが、上限は3つである。また、Fマークは合体でしか補給できないため、UFOロボ変形状態後の3回分を使い切ると、それ以降はパーツを（意図的にでも）失って新たなパーツを取得し直さない限りはフォーメーションを使う手段がなくなる。
フォーメーション中、パーツは完全無敵となるが、自機そのものは無敵ではない。むしろ合体状態だと一発当たってもパーツ破壊だけで済むが、フォーメーション時だと（当たり判定は合体時より小さくなるものの）UFOロボ変形状態以外は即座に1ミスになるリスクも発生する。フォーメーション終了時は通常のパーツ合体同様に一定秒数の無敵時間が発生する。
2機合体時
1+2、1+3の各号機合体時において、2連奏ノーマルショットの2連射×2機分の攻撃ができる。ただし、火力自体はノーマルショットで破壊できない敵が破壊できるようになること以外は1号機単体と同じ火力にとどまる為、あくまでも緊急回避的な役割しかないものとみてよい。
ダンガー状態
1-3および1-3+波動ガン時において、2連奏ノーマルショットの2連射×3機分の攻撃ができる。本ゲームにおいてはこのフォーメーション攻撃がもっともメインの攻撃方法となるケースが多い。2機合体時と同様の利点、難点となっているが、まだ実質6連射になる分だけマシといった具合。
UFO1号機合体状態
サイドパーツ左右それぞれＶ時方向に2WAYビーム繰り出されるクロスビーム攻撃。自機からは前方正面に貫通能力をもつショットが発射され、5WAY攻撃となる。テラクレスタの3機合体時のフォーメーション攻撃に発射方向は違えど近いといえば近い攻撃でもあり、その攻撃方法は他の日本物産シューティングでも登場していることから”ニチブツ兵器”という愛称もあるくらい同じみの攻撃方法でもある。
UFO2号機合体状態
自機本体から三日月上のウェーブビーム攻撃。徐々にウェーブビーム自体は大きくなっていくが貫通能力を保有せず、1発の扱いになる為、破壊不能敵に遮られやすくなる欠点がある。しかし、連射しやすい攻撃の為、玉切れリスクがほぼ発生しないという利点も同時に発生する。
UFO3号機合体状態
自機本体からの3WAYリングビーム攻撃。徐々にリングビーム自体は大きくなっていき当たり判定も広がっていく。ただし貫通能力も保有していない欠点があるものの、各リングビーム毎に1発の扱いになる為、破壊不可能敵による影響も低め。